# 13723 Kolokolova
13723 Kolokolova este un asteroid din centura principală de asteroizi.

## Descriere
13723 Kolokolova este un asteroid din centura principală de asteroizi. A fost descoperit pe 27 august 1998 la Stația Anderson Mesa în cadrul programului LONEOS. Asteroidul prezintă o orbită caracterizată de o semiaxă mare de 2,77 ua, o excentricitate de 0,17 și o înclinație de 4,2° în raport cu ecliptica.